# NCCスーパーJチャンネル長崎
『NCCスーパーJチャンネル長崎』（エヌシーシースーパージェイチャンネルながさき）は、2000年10月2日から長崎文化放送（ncc） が生放送されている長崎県向けのローカルワイドニュース番組である。放送開始から長らく『スーパーJチャンネルながさき』と題して放送されていたが、2015年3月30日放送分をもって改題した。

## 放送時間
- 2018年4月2日からの放送時間は毎週月曜 - 金曜 18:25 - 19:00（日本標準時）。

- 直前の時間帯に放送されている九州・沖縄地区のブロックネット番組『Super Jチャンネル九州・沖縄』とはステーションブレイク無しで接続した。

- 長崎文化放送公式サイトの番組表ではテレビ朝日発の全国ニュース『スーパーJチャンネル』とは別番組扱いにされていた[注 4]。

- 2018年4月2日から『シリタカ!』の第2部 冒頭10分（18:15 - 18:25）をネット、番組表では『スーパーJチャンネル九州・沖縄』と表示している。『シリタカ!』とはステーションブレイク無しで接続していた。

- 2019年3月29日で『シリタカ!』のブロックネット枠終了するため、本番組を10分拡大し18:15からの放送。
- 同時に月曜日のみ『スポ魂★ながさき』（日曜 16:00 - 16:30より枠移動）を編成するため18:15 - 18:30に縮小した。このような編成は全国的にも珍しい。
- 金曜日も19:00まで放送。『ザワつく!金曜日』は19:00から放送。

## キャスター
特記の無い人物は全員nccアナウンサー（後に離職した人物も含む）。

### 現在のキャスター
- 大嶋真由子
- 吉永龍司
- 佐藤綾子 - キャスター降板後も藤坂奈央アナの休暇代理で出演[1]していた。
- 櫻田雅信 - 気象予報士（ウェザーマップ所属。2022年4月から出演）
  - メインキャスターが休暇の場合は、他のアナウンサーを代役として配置する[1]。

### 過去のキャスター
- 佐藤和輝（現在の中京テレビアナウンサー）
- 上枝一樹
- 野村明弘
- 松井陽子
- 川尻友紀子
- 前田真里
- 林亜美
- 眞方富美子
- 三浦功将（元FCTアナウンサー、現在のmrtアナウンサー）
- 樋口徹
- 西山耕平
- 徳光真美
- 北浦静香
- 志久弘樹（ncc報道記者）
- 溝田浩司
- 野仲郁宏 - 気象予報士（ウェザーマップ所属。2022年4月から同系列の広島ホームテレビに出演）
- 藤坂奈央
- 川越智子
- 玉置佑規

## タイトルロゴ
- 初代：2000年10月2日 - 2001年1月3日
  - カラーリング：スーパーJチャンネル ながさき

⌒水色の曲線上に「スーパー」と「チャンネル」があり、■青と■紫のグラデーションで縁取られた白の「J」（書体はNyalaフォントに似ている）は曲線から突き出す。「J」の両横に■オレンジと■水色の電波のようなものが付く。その右下に水色の「ながさき」が付く。
- 2代目：2001年1月4日 - 2003年9月26日
  - カラーリング：スーパーjチャンネル ながさき

3代目のみ小文字の「j」。「スーパー」の下に「SUPER」、「チャンネル」の上に「CHANNEL」。「j」の点は●赤。「スーパー」と「チャンネル」は橙で縁取られ、「SUPER」と「CHANNEL」は金で縁取られていた。その右下に白の「ながさき」が付く。
- 3代目：2003年9月29日 - 2015年3月27日
  - カラーリング：super J チャンネル ながさき

何重にも重なった●赤い円の中に白の「J」、その上は円に沿うように「super」の文字、円の右にゴシック体の「チャンネル」。「チャンネル」の右には楕円に入った「ながさき」が付いていた。
- 4代目：2015年3月30日 - 2020年10月2日
  - カラーリング：ncc J チ ャ ン ネ ル 長 崎

中央はひとつの赤い円の中に「Ⓙ」、一番下や左上には楕円に入った「ncc」と下や中央下などに「チャンネル長崎」が付く。
- 5代目：2020年10月5日 - 現在
  - カラーリング：nccJチャン長崎

中央はひとつの黒い円の中に「Ⓙ 」、一番下や左上には楕円に入った「ncc」と下や中央下などに「チャン長崎」が付く。